# La fotògrafa de Monte Verità
La fotògrafa de Monte Verità (originalment en alemany, Monte Verità – Der Rausch der Freiheit) és una pel·lícula dramàtica del 2021 dirigida per Stefan Jäger sobre Monte Verità. Produïda per Suïssa, Alemanya i Àustria, és protagonitzada per Maresi Riegner, Joel Basman com Hermann Hesse, Max Hubacher com a Otto Gross, Hannah Herzsprung com a Lotte Hattemer i Julia Jentsch com a Ida Hofmann.
La versió doblada en català es va estrenar als cinemes el 5 d'agost de 2022.

## Sinopsi
La història se situa a l'any 1906, quan una mare jove vol alliberar-se del seu paper burgès i de les seves limitacions socials. Per això, fuig al sanatori Monte Verità, on es veurà obligada a enfrontar-se a una decisió dolorosa.

## Producció
El rodatge va tenir lloc durant 34 dies d'agost a octubre de 2020 a Ticino, Piemont, als estudis MMC de Colònia i a Viena. A causa de la pandèmia de la COVID-19, el rodatge va començar tres mesos més tard del previst inicialment. La casa principal de l'assentament abandonat va ser reconstruïda en un prat de la vall Maggia.
La pel·lícula va ser produïda per la suïssa tellfilm (productora de Katrin Renz), en coproducció amb l'alemanya Coin Film Köln (dels productors Christine Kiauk i Herbert Schwering), l'alemanya MMC Movies Köln (del productor Neshe Demir) i l'austríaca KGP Filmproduction (productora de Barbara Pichler i Gabriele Kranzelbinder).
Daniela Knapp va ser l'encarregada de la càmera. Reto Stamm va ser-ne responsable de so, Veronika Albert del disseny de vestuari, Katharina Wöppermann i Nina Mader de l'escenografia, Helene Lang del maquillatge i Lisa Oláh del càsting.

## Estrena
El juny de 2021 es va publicar un primer tràiler. L'estrena va ser el dia 7 d'agost de 2021 al Festival de Cinema de Locarno. L'estrena en cinemes suïssos estava prevista pel 25 d'agost.
El setembre de 2021, la pel·lícula es va projectar al Festival de Cinema Alemany de Ludwigshafen. A Alemanya, la pel·lícula es va estrenar el 16 de desembre als cinemes i a Àustria, el 23 de desembre.